# 苏本
苏本是奥地利上奥地利州谢尔丁县的一个市镇。总面积6平方公里，总人口1419人，人口密度236.5人/平方公里（2005年）。